# Jimera de Líbar
Jimera de Líbar ist eine Gemeinde (municipio) mit 398 Einwohnern (Stand: 2024) in der Provinz Málaga in der Autonomen Region Andalusien im Süden Spaniens.

## Geographie
Die Gemeinde liegt etwa 26 Kilometer von Ronda entfernt und befindet sich auf einer Höhe von 540 Metern. Sie befindet sich im Westen der Provinz. Der Ort grenzt an Alpandeire, Atajate, Benadalid, Benaoján und Cortes de la Frontera.

## Geschichte
Sie geht auf eine arabische Stätte namens „Inz Almaraz“ zurück, was „Festung“ oder „Frauenschloss“ bedeutet. Die Dorfkirche wurde nach der Wiedereroberung auf dieser Burg erbaut, und bei der jüngsten Rekonstruktion wurden die Überreste eines muslimischen Friedhofs gefunden. Nach der Reconquista wurde sie zum königlichen Territorium, das zu Ronda gehörte.
Ende des 19. Jahrhunderts wurde die Eisenbahnlinie von Antequera nach Algeciras gebaut, und auf ihrem Weg durch Jimera de Líbar wurde 1892 der Bahnhof Jimera de Líbar eingeweiht.

## Bevölkerungsentwicklung
| 1842 | 1900  | 1950  | 1980 | 1990 | 2000 | 2010 | 2020 |
| ---- | ----- | ----- | ---- | ---- | ---- | ---- | ---- |
| 1069 | 1.313 | 1.475 | 615  | 482  | 359  | 458  | 384  |